# 원창왕후
원창왕후(元昌王后, 생몰년 미상)는 고려의 추존 왕후로, 추존왕 의조(작제건)의 부인이자 태조 왕건과 왕식렴의 할머니이다. 경헌왕후(景獻王后)라고도 한다.

## 생애
이름은 용녀(龍女), 또는 저민의(渚旻義, 또는 焉旻義)로 전하며, 성씨에 대한 기록은 남아있는 것이 없다. 《편년통록》에서는 작제건(의조)이 자신의 아버지가 당나라 황제인 숙종이라는 이야기를 듣고 그쪽으로 가다가 서해상에서 풍랑을 만나 한 섬에 내렸는데, 이때 서해 용왕의 맏딸이던 그녀를 만나 결혼했다고 전한다. 이후 작제건과 용녀는 용왕에게서 돼지 한 마리를 선물로 받았는데, 이 돼지가 알려준 송악산 기슭에 터를 잡고 아들들을 낳으며 살게 된다. 현대의 학자들 중 일부는 일련의 이 이야기들을 《삼국유사》의 〈거타지설화〉등을 비롯한 여러 설화를 취했다고 해석하고 있다. 고대의 설화를 인용하여 조상들을 용 등과 결부시켜 신격화하고, 왕실의 혈통을 우수한 것으로 나타내기 위함이라는 것이다.
전설에 의하면 그는 서해 용왕의 딸로서 자신이 우물로 들어가는 것을 보지 말라고 작제건에게 일렀다고 한다. 그러나 호기심을 이기지 못한 작제건이 용녀를 훔쳐보자, 작제건의 신의없음을 꾸짖고 서해로 가서 다시는 돌아오지 않았다고 한다. 그리고 작제건은 용녀의 신발로 대신 장사를 치렀다 한다. 한편 고려 왕실의 족보격인 《성원록》은 그녀의 출신이 평주 (황해도 평산)이며, 아버지는 두은점 각간이라고 기록하고 있다.
작제건과의 사이에서 아들 넷을 낳았는데, 그 중 장남이 태조 왕건의 아버지 용건이다.
용녀는 고려가 개국된 이듬해인 919년(태조 2년) 음력 3월 13일 태조가 자신의 3대 조상을 추존할 때 남편 작제건은 의조경강대왕(懿祖景康大王)으로, 그녀는 원창왕후(元昌王后) 또는 경헌왕후(景獻王后)로 추존되었다. 그녀의 능은 어디있는지 기록이 남아있지 않아 알 수 없다.

## 가계
- 아버지 : 서해의 용왕[10] 또는 두은점 각간(頭恩坫角干)[11]
- 어머니 : 미상
  - 남편 : 의조(懿祖)
  - 왕비 : 원창왕후(元昌王后)
    - 아들 : 세조(世祖, ?~897)
    - 며느리 : 위숙왕후(威肅王后)
    - 아들 : 왕평달 (王平達)
    - 며느리: 미상
    - 아들 : 개성 왕씨(開城 王氏)
    - 며느리: 미상
    - 아들 : 개성 왕씨(開城 王氏)
    - 며느리: 미상

## 같이 보기
- 고려의 건국 신화